# UFC 119
UFC 119: Mir vs. Cro Cop（ユーエフシー・ワンナインティーン：ミア・バーサス・クロコップ）は、アメリカ合衆国の総合格闘技団体「UFC」の大会の一つ。2010年9月25日、インディアナ州インディアナポリスのコンセコ・フィールドハウスで開催された。
メインイベントではフランク・ミアとミルコ・クロコップによるヘビー級戦が行われた。

## 大会概要
当初は「Mir vs. Nogueira 2」の大会サブタイトルで、フランク・ミアとアントニオ・ホドリゴ・ノゲイラの再戦がメインイベントとして予定されていたが、ノゲイラの負傷欠場により、代役としてミルコ・クロコップの出場が決定し、大会サブタイトルも「Mir vs. Cro Cop」へ変更された。
プロデビュー以来11連勝中であったエヴァン・ダナムは、ショーン・シャークに1-2の判定負けでキャリア初黒星を喫した。
K-1 WORLD GP 2001王者マーク・ハント、キャリア10戦無敗のパット・オーディンウッド、9戦全勝のショーン・マッコークルがUFCデビュー。

## 試合結果

### プレリミナリィカード
第1試合 ヘビー級 5分3R
○  ショーン・マッコークル vs.  マーク・ハント ×
1R 1:03 ストレートアームバー
第2試合 ウェルター級 5分3R
○  TJ・グラント vs.  ジュリオ・パウリーノ ×
3R終了 判定3-0（30-27、30-27、30-27）
第3試合 ライト級 5分3R
○  ウェイロン・ロウ vs.  スティーブ・ロペス ×
3R終了 判定2-1（29-28、28-29、29-28）
第4試合 ライト級 5分3R
○  チアゴ・タバレス vs.  パット・オーディンウッド ×
1R 3:47 ギロチンチョーク

### Spike中継カード
第5試合 ヘビー級 5分3R
○  マット・ミトリオン vs.  ジョーイ・ベルトラン ×
3R終了 判定3-0（29-28、29-28、29-28）
第6試合 ミドル級 5分3R
○  CB・ダラウェイ vs.  ジョー・ドークセン ×
1R 2:47 ギロチンチョーク

### メインカード
第7試合 ライト級 5分3R
○  メルヴィン・ギラード vs.  ジェレミー・スティーブンス ×
3R終了 判定2-1（29-28、28-29、30-27）
第8試合 ライト級 5分3R
○  ショーン・シャーク vs.  エヴァン・ダナム ×
3R終了 判定2-1（29-28、28-29、29-28）
第9試合 ウェルター級 5分3R
○  クリス・ライトル vs.  マット・セラ ×
3R終了 判定3-0（30-27、30-27、30-27）
第10試合 ライトヘビー級 5分3R
○  ライアン・ベイダー vs.  アントニオ・ホジェリオ・ノゲイラ ×
3R終了 判定3-0（30-27、30-27、30-27）
第11試合 ヘビー級 5分3R
○  フランク・ミア vs.  ミルコ・クロコップ ×
3R 4:02 KO（右膝蹴り）

### 各賞
ファイト・オブ・ザ・ナイト：ショーン・シャーク vs. エヴァン・ダナム、マット・ミトリオン vs. ジョーイ・ベルトラン
ノックアウト・オブ・ザ・ナイト：該当者なし
サブミッション・オブ・ザ・ナイト：CB・ダラウェイ
各選手にはボーナスとして70,000ドルが支給された。